# Herb Suchania
Herb Suchania – jeden z symboli miasta Suchań i gminy Suchań w postaci herbu.

## Wygląd i symbolika
Herb przedstawia na niebieskiej tarczy złoty szpon gryfa między białą sześcioramienną gwiazdą – u góry, i białą lilią heraldyczną spiętą złotem – u dołu.
Elementy herbowe symbolizują przynależność miasta do szczecińskich Gryfitów, a także do joannitów, do których należało miasto aż do czasów reformacji.

## Historia
Wizerunek herbowy pochodzi z XIX wieku. Na najstarszej pieczęci szpon gryfa znajdował się między dwiema gwiazdami, na następnych pieczęciach dolną gwiazdę zastąpiono lilią.
Herb został pozytywnie zaopiniowany 14 czerwca 2002 uchwałą Nr 155-621/O/2002 Komisji Heraldycznej, która stwierdziła jego zgodność z zasadami heraldyki, weksylologii i miejscowej tradycji historycznej.